# Dragon (vela)
El Dragon és una embarcació de vela dissenyada per Johan Anker el 1929.
Va ser classe olímpica des del 1948 fins al 1972. En els Jocs Olímpics de Múnic 1972, celebrats a les proximitats del port de Kiel, el llavors Príncep, i posteriorment Rei d'Espanya, Juan Carlos I, va participar en la competició de Vela amb la seva embarcació de la classe Dragon, que es deia "Fortuna" (aquest vaixell va ser donat pel Rei al Museu Olímpic de Barcelona el 2011).
La classe manté aproximadament 1.500 vaixells actius repartits entre més de 26 països, i es construeixen unes 45 noves unitats a l'any. Alemanya, amb més de 400 unitats, Regne Unit, amb prop de 200, i els Països Baixos, amb més de 100, lideren el rànquing de flotes.